# Корі Когделл
Корі Коґделл  (англ. Corey Cogdell, 2 вересня 1986) — американський стрілець, олімпійська медалістка.

## Виступи на Олімпіадах
| Олімпіада  | Дисципліна       | Місце |
| ---------- | ---------------- | ----- |
| Пекін 2008 | траншейний стенд | 3     |
| Ріо 2016   | траншейний стенд | 3     |